# Carl Olof Cronstedt
Carl Olof Cronstedt den äldre, född 3 oktober 1756 på Botby gård (nu del av Helsingfors), död 7 april 1820 på Hertonäs vid Helsingfors, var en svensk viceamiral och kommendant på Sveaborg.
Cronstedt är främst känd för Sveriges genom tiderna största marina seger i  slaget vid Svensksund 1790 och för sin omtvistade kapitulation på Sveaborg den 3 maj 1808.

## Biografi
Cronstedt var son till majoren Johan Gabriel Cronstedt och Hedvig Juliana Jägerhorn af Spurila. Han växte upp på Botby gård i Finland. Han inskrevs som volontär i prins Fredrik Adolfs regemente 1765, 1766 som volontär vid fortifikationen, blev 1768 rustmästare där och 1769 kadett vid artilleriet. Sin egentliga militära karriär inledde han dock som kadett vid artilleriet 1769 och 1770 blev han sergeant i Arméns flotta. Cronstedt undergick underofficersexamen 1772 och blev därefter underlöjtnant vid artilleriet och 1773 fänrik vid skärgårdsflottan. Han blev 1774 löjtnant i Arméns flotta där han 1777 blev kapten, 1783 major och 1788 överstelöjtnant.
Cronstedt deltog i det nordamerikanska frihetskriget, men tillbringade största delen i fångenskap. Vid utbrottet av Gustav III:s ryska krig fick han plats i den kommission under ledning av Carl August Ehrensvärd som startades för att handa flottans rustande trots att han saknade inflytelserika släktningar. I den egenskapen var han Ehrensvärds flaggkapten man i första slaget vid Svensksund år 1790. Cronstedts insatser här har klandrats dels för att försänkningarna vid inloppet i sundet inte var färdiga i tid, dels för att han i slutet av slaget följde Ehrensvärd då han gick ombord på en slup och därigenom var avskuren från kontakt med flottan. I första fallet kan framhållas att Gustav III var den främst orsakade att Cronstedt inte hann färdigställa försänkningarna, och i fråga om det senare var det rimligen på Ehrensvärds order som han följde med i slupen, att låta amiralens flaggkapten agera på egen hand var knappast brukligt. Källorna är otydliga om missnöjet med Ehrensvärds insatser i slaget även drabbade Cronstedt. Johan Albrecht Ehrenströms memoarer har skrivit att Cronstedts förflyttning till Pommern kort efter slaget var ett utslag av Gustav III:s missnöje. Carl August Ehrensvärd själv skrev dock att Cronstedts förflyttning skedde på egen begäran. Det handlade dock om ett viktigt uppdrag han anförtroddes, Cronstedt ledde uppsättandet av en ny skärgårdseskader. Med denna enhet om 34 fartyg ankom Cronstedt 17 juni 1790 till Svensksund, där han genast tog kontakt med armén, och understödde verksamt intagandet av Högfors 26 juni. Han gjorde därefter försök att få kontakt med den i Viborgska viken instängda svenska flottan, men misslyckades då han möttes av övermäktiga fientliga flottenheter och tvingades dra sig tillbaka. Efter huvudflottans lyckliga utbrytning ur Viborgska viken förenade Cronstedt sin med från Sverige komna fartyg betydligt förstärkta eskader med den under kungens befäl stående skärgårdsflottan, som härigenom var tillräckligt stark att tordas ta strid mot ryssarna. I det krigsråd som föregick andra slaget vid Svensksund, var Cronstedt den ende som rådde kungen att gå i strid mot ryska flottan. Möjligen bidrog det faktum att han själv inte deltagit i de hårda striderna tidigare under året. Hursomhelst blev Cronstedt råd avgörande för kungens beslut och hans gunst under de följande åren. Cronstedts ställningstagande gjorde att Gustav III utnämnde honom till sin flaggkapten under slaget. Cronstedts betydelse för segern har varit omtvistad, han har tidigare ensam framhållits som den främste bakom segern, senare har man framhållit Gustav III:s planering som betydelsefull för segern. Inga dokument kring ansvarsfördelningen mellan kungen och Cronstedt under slaget finns bevarade. Efter slaget utnämndes Cronstedt till generaladjutant hos kungen och överste i armén. Efter fredsslutet utnämndes han även till den nyinrättade posten som statssekreterare för sjöärendena. 1791 blev Cronstedt även ordförande i det nyskapade generalsjömilitiekontoret, som var avsett att överta amiralitetskollegiets roll som flottornas centralstyrelse. Han kvarstod i dessa befattningar en tid efter Gustav III:s död. I september 1792 tvingades han dock lämna Stockholm och återgå till flottan som chef för den i Sveaborg förlagda eskadern av skärgårdsflottan, ett chefskap han tilldelats redan 9 december 1790. Officiellt motiverades hans avlägsnande med att han flera gånger uraktlåtit att verkställa hertig Karls befallningar. Han hade även vid ett tillfälle erhållit arrest på sina rum av samma skäl. Till en del kan denna uppgift stämma, Hedvig Elisabet Charlotta av Holstein-Gottorp har i sin dagbok angett att Gustav III vant sina ministrar med alltför stor självständighet i detaljfrågor, men troligen var den verkliga orsaken att Cronstedt med sina nära kopplingar till gustavianerna var misshaglig för Gustaf Adolf Reuterholm som ville se alla den gamle kungens förtrogna avlägsnade, och utnyttjade då en konflikt mellan hertig Karl och Cronstedt. 1793 befordras han dock till konteramiral. I samband med Gustav IV Adolfs trontillträde var dock hans hans period av onåd slut, och i juni 1797 utnämndes han till generaladjutant över flottorna, vilket på nytt gav honom en ministerställning om än under nytt namn. Cronstedt följde i december 1800 kungen på hans resa till Sankt Petersburg, där det väpnade neutralitetsförbundet mot Storbritannien ingicks. Vid de åtgärder som därefter vidtogs för att avvärja ett väntat brittiskt anfall, vilade huvudansvaret på Cronstedt. I februari 1801 sändes han på en beskickning till Köpenhamn för att skynda på de danska rustningarna och förbereda ett möte mellan Gustav Adolf och danske kronprinsen, Efter återkomsten härifrån gjorde Cronstedt tillsammans med Gustav Adolf upp en instruktion för den svenska eskader, som skulle avgå till danskarnas bistånd, och fick sedan i slutet av mars återvända till Köpenhamn, där Gustav Adolf under den väntade sammandrabbningen med britterna önskade ha en förtrogen observatör på plats. Då Gustav IV Adolf kort därefter avsatte den kommenderande amiralen i Karlskrona, för att den svenska flottan inte blivit färdigutrustad i tid, fick Cronstedt överta hans befäl. I den egenskapen ombesörjde han Karlskronas snabba försättande i försvarstillstånd och omhänderhade sedan de skriftliga förhandlingarna med brittiska flottans befälhavare inför dess planerade anfall mot Karlskrona, som dock kom att avbrytas efter nyheten om tsar Pauls död. Cronstedt stannade kvar ytterligare några månader på posten och ledde härunder flottans återgående till fredsförhållanden.
Kort efter Cronstedts återkomst till Stockholm i början av december 1801, erhöll han plötsligt order om att bege sig till Sveaborg för att överta befälet över fästningen med den där stationerade avdelningen av flottan. Kungen hade kort innan avrest till Gripsholm. Utnämningen kunde knappast ses som en degradering, men sättet Cronstedts utnämning gick till visade på en missaktning på kungen, och gav intrycket av att han fallit i onåd. Bakgrunden var förmodligen att Cronstedt länge försökt förmå Gustav Adolf att utöka örlogsflottan. Han hade hösten 1801 motsatt sig ett från Johan Christopher Toll utgående förslag om att utvidga skärgårdsflottan på örlogsflottans bekostnad. Gustav Adolf som troligen redan bestämt sig för att följa Tolls förslag hade då troligen bestämt sig för att avlägsna Cronstedt som skulle kunna bli ett hinder i hans planer. Mycket lite är känt om Cronstedts verksamhet under hans tid som kommendant på Sveaborg. I samband med krisen mellan Ryssland och Sverige 1803 och flera gånger senare, yrkade han på förbättringar av fästningen. Han verkar dock inte ha gjort några större ansträngningar för att få dessa förslag realiserade. 1 februari 1808 fick Cronstedt upplysningar om att krig utbrutit mellan Ryssland och Sverige. Han såg då till att ställa fästningen i försvarstillstånd, ett arbete som var klart då Helsingfors intogs. Besättningen var fulltalig och livsmedel för fyra månader fanns i fästningen, vilket skulle vara tillräckligt för att hjälp skulle hinna anlända från Sverige. Kruttillgången var dock begränsad, något som Cronstedt redan i februari rapporterat till kungen. I mitten av mars omringades fästningen utan att Cronstedt gjorde några utfall för att förhindra detta, då han ansåg sina styrkor som för svaga. 19 och 20 mars bombarderades Sveaborg av ryssarna, dock utan några större effekter. Härefter inleddes flera dagar förhandlingar om kapitulation som bestämt avvisades av Cronstedt. Därefter återupptogs beskjutningen av fästningen under fem dagar. Nya kapitulationsanbud avvisades nu inte av Cronstedt. Efter några dagars överläggningar underskrev Cronstedt 6 april med tillstyrkan av ett bland fästningens officerare sammankallat krigsråd en konvention med den ryska överbefälhavaren, enligt vilken fästningen skulle uppges, om inte en viss stipulerad hjälp anlänt från Sverige senast 3 maj. Till en början fortsatte Cronstedt sedan befästningarbetena, men från mitten av april började han vidta åtgärder som hade till syfte att förbereda kapitulationen, som nu verkar ha setts som oundviklig.
Under det finska kriget (1808–1809) ansåg även Cronstedt att kriget mot stormakten Ryssland var meningslöst – defaitismen var utbredd bland svenska officerare – och var besviken över kungens ovilja att komma till undsättning när Sveaborg belägrades 1808. I vilken mån den isolerade fästningen hade kunnat försvara sig mot ryssarna råder det delade meningar om. Klart är att Sveaborgs strategiska betydelse i och med Napoleonkrigen hade minskat avsevärt. Cronstedts kapitulation har skildrats i dikten Sveaborg i Fänrik Ståhls sägner:
| ”                                           | O lif! den man hvars skuld det var Att denna tårflod rann Engång den skönsta lager skar Som någon hjelte vann. Den Svenska flottans största glans Dess seger vid Svensksund var hans. Dock om sitt ljus sin glans en verld Utaf hans klinga fått Om solar bleknat för hans svärd Skall han föraktas blott. Det blir hans lön för hans bedrift På klippan der, med Ehrnsvärds grift. [— — —] Tag allt hvad mörker finns i graf, Och allt hvad kval i lif, Och bilda dig ett namn deraf Och det åt honom gif Det skall dock väcka mindre sorg Än det han bar på Sveaborg. | „ |
| – Johan Ludvig Runeberg, utdrag ur Sveaborg | |   |

För förlusten av Finland och i jakten på syndabockar ställdes flera officerare inför rätta,  bland dem Cronstedt. I dåtida svenska kretsar tolkades kapitulationen av Sveaborg som landsförräderi. Efter ingripande från den ryske tsaren utlystes en allmän amnesti och därmed avbröts även denna rättsprocess. Cronstedt förklarades dock förlustigad – förlorade rätten till – sin svenska officersgrad, sitt svenska adelskap och sina svenska ordnar. Cronstedt övergick aldrig i rysk tjänst och fortsatte att bära sina svenska ordnar ända till sin död 1820 på Hertonäs gård utanför Helsingfors. Han fick en blygsam rysk pension på 4 500 riksdaler per år samt ersättning för de personliga lånen han hade tagit. 

### Övrigt
Cronstedt invaldes 1801 som ledamot nummer 300 av Kungliga Vetenskapsakademien. Han uteslöts år 1809.

## Utmärkelser[7][8]
Följande utmärkelser fick Cronstedt under sin livstid, och samtliga av dessa drogs in 1809.
- Riddare av Svärdsorden - 23 april 1781
- Riddare med stora korset av Svärdsorden - 9 juli 1790 (Slaget vid Svensksund)
- Stora Svensksundsmedaljen i guld - 13 februari 1791
- Kommendör av Svärdsorden - 21 november 1796
- Kommendör med stora korset av Svärdsorden - 16 november 1799
- Rättsriddare av Johanniterorden - 13 december 1800

## Familj
Carl Olof Cronstedt gifte sig 31 augusti 1794 i Fågelmara med Beata Sofia Wrangel af Sauss, dotter till amiralen och greven Anton Johan Wrangel den yngre (1724-1799). De hade barnen Carl Olof Cronstedt d.y., 1800–83 (friherre fr. 1870), Gabriel Anton Cronstedt, 1798–1893 och Hedvig Charlotta Cronstedt.